# Bitwa pod Dębem Wielkim

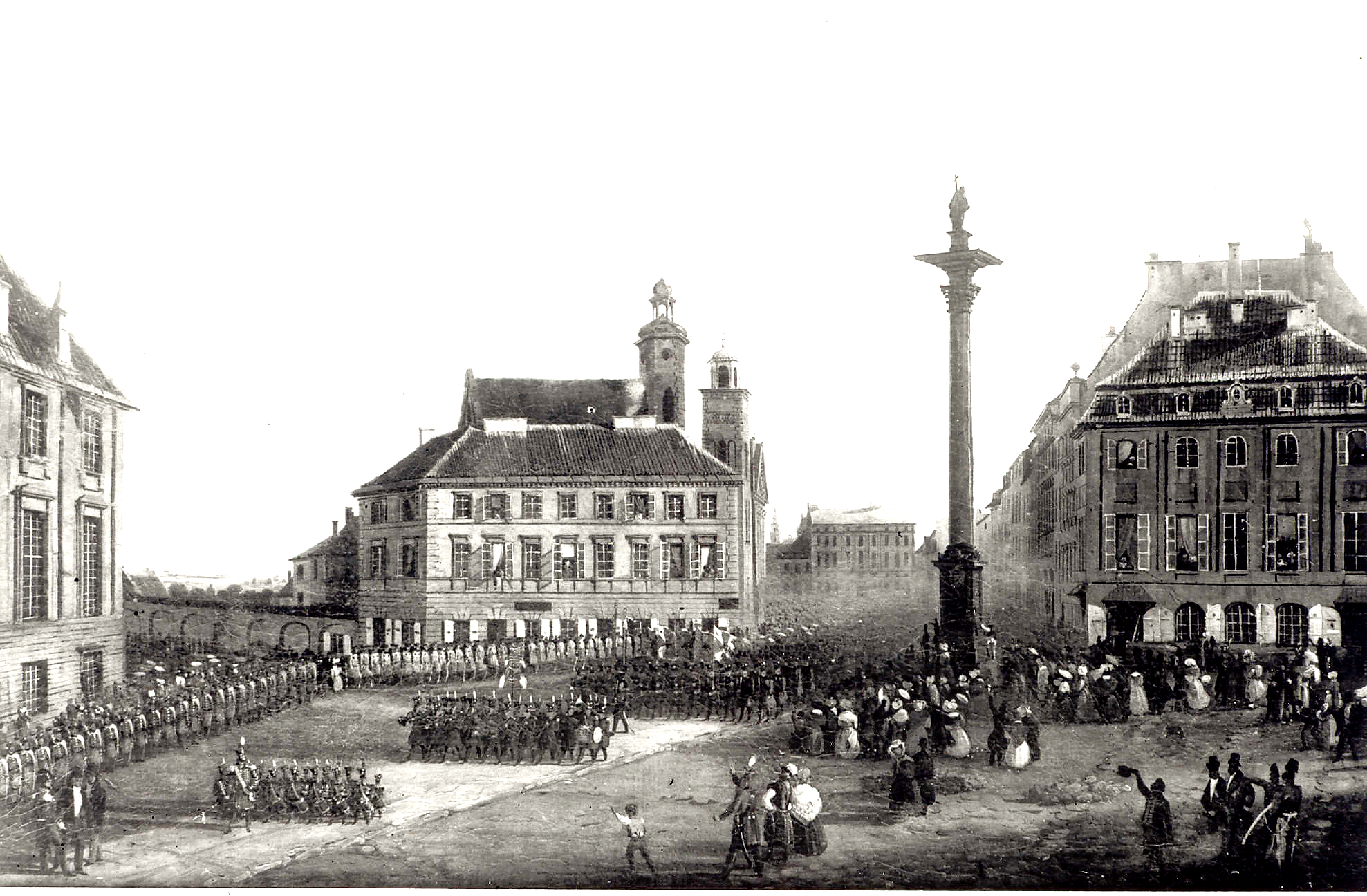
Wprowadzenie na Zamek Królewski w Warszawie jeńców rosyjskich wziętych do niewoli pod Wawrem i Dębem Wielkim, obraz Marcina Zaleskiego

Bitwa pod Dębem Wielkim – bitwa stoczona 31 marca 1831 roku pod wsią Dębe Wielkie w czasie wojny polsko-rosyjskiej.
Była to zwycięska bitwa wojsk polskich dowodzonych przez generała Jana Skrzyneckiego nad rosyjskim korpusem generała Grigorija Rosena. Bitwa miała miejsce 31 marca 1831 roku pod Dębem Wielkim (na wschód od Warszawy).
Po porażce w bitwie pod Wawrem rosyjski generał Fiodor Geismar wycofał się na Dębe Wielkie i dołączył do 6 korpusu generała G.Rosena. Rosen, mając teraz 8000 piechoty, 2000 jazdy i 20 dział zajął silną pozycję, którą na prawym skrzydle osłaniał las, a z przodu rozlewiska chroniące przed ewentualnym atakiem jazdy polskiej. Umocnieni Rosjanie czekali teraz na nadejście koncentrującej się w Rysiach 25 dywizji. Gdy nadszedł generał Skrzynecki (30 000 żołnierzy), rozkazał atak 4 Pułku Piechoty Liniowej pod dowództwem gen. Bogusławskiego na lewe skrzydło Rosjan a 8 Pułk Piechoty Liniowej miał zaatakować prawe skrzydło wojsk rosyjskich. Próba rozwinięcia artylerii po obu stronach szosy brzeskiej nie udała się, bo działa grzęzły w polnym błocie po same osie. Oba natarcia pomimo dużego zaangażowania żołnierzy nie przynosiły efektów a straty w ludziach rosły. Skrzynecki nakazał więc utrzymać pozycję i rozłożyć się na noc. Bogusławski poderwał jednak do walki swoich czwartaków i okrążając od południa mokradła, uderzył z sukcesami na lewe skrzydło Rosjan zlokalizowane przy dworze. Skrzynecki widząc, że czwarty pułk wypiera Rosjan, za namową generała Wojciecha Chrzanowskiego rozkazał szarżę jazdy przez most na centrum rosyjskiej linii obrony. Pomysł ten zrealizował generał Kazimierz Skarżyński, który prowadząc szóstkami strzelców konnych, karabinierów i Jazdę Poznańską, częściowo rozbił Rosjan. Reszta korpusu Rosena wycofała się w zamieszaniu, zawdzięczając swoje ocalenie niezdecydowaniu Skrzyneckiego, który nie wydał rozkazu pościgu za ogarniętymi popłochem Rosjanami i w ten sposób zmarnował zwycięstwo. W bitwie Polacy wzięli 900 jeńców rosyjskich, 12 dział oraz wiele broni i sprzętu.